# Skalmsjö

Skalmsjö är en mindre, mycket gammal, by, belägen efter vägen Bredbyn-Junsele. På västra sidan om byn ligger Skalmsjön, genomfluten av Södra Anundsöån. Fram till mitten av 1900-talet var skogs- och jordbruk de huvudsakliga sysselsättningarna.